# Guettarda nannocarpa
Guettarda nannocarpa là một loài thực vật có hoa trong họ Thiến thảo. Loài này được Urb. & Ekman mô tả khoa học đầu tiên năm 1929.